# Joseph Spiess
Joseph Spiess (* 10. September 1838 in Mülhausen, Elsass; † 31. März 1917) war ein französischer Ingenieur. 1873 ließ er sich ein Starrluftschiff patentieren. Zum Bau kam es erst 1913 mit der 113 m langen Spiess (Zodiak XII). 

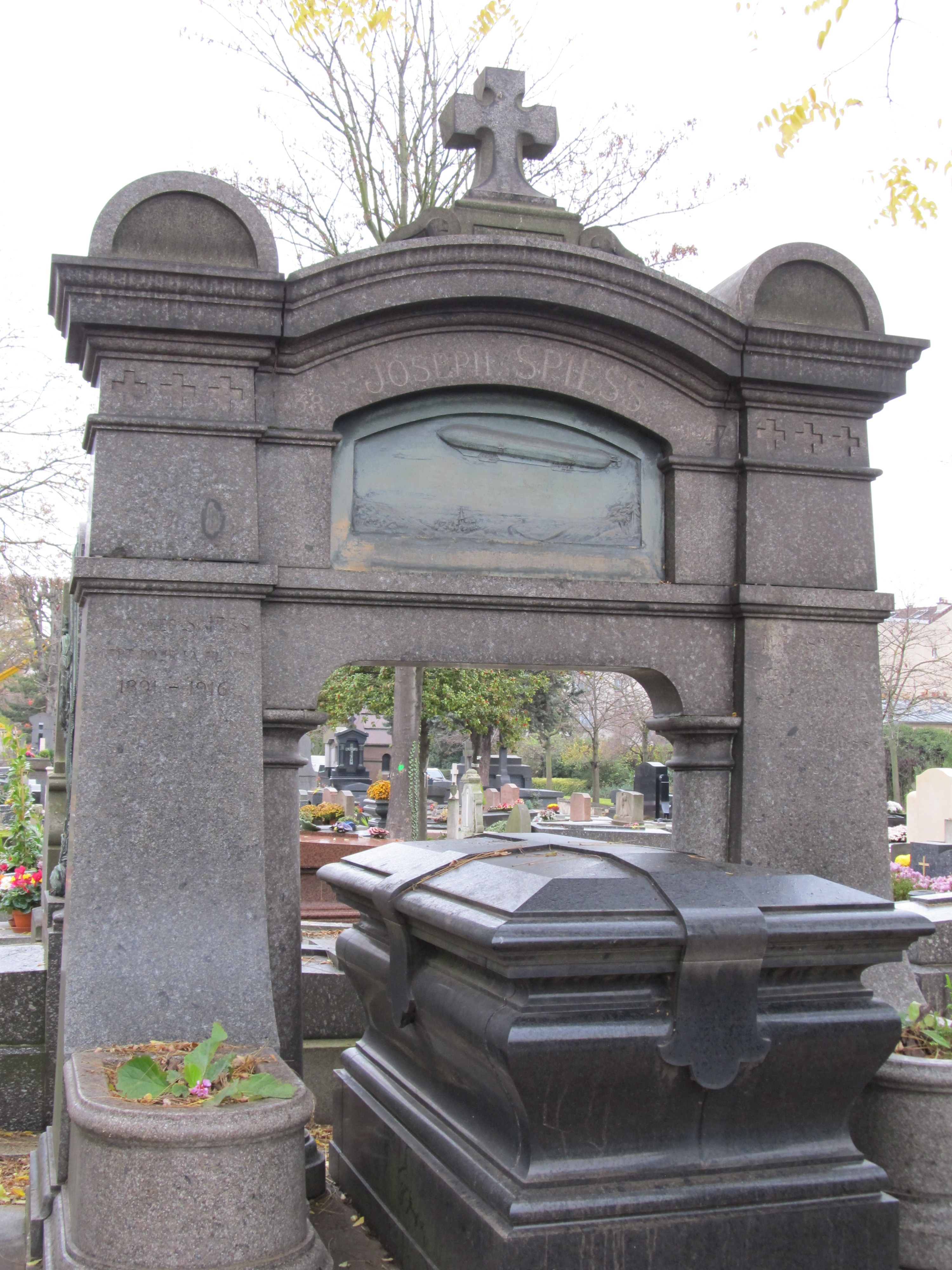
Grabmal in Paris

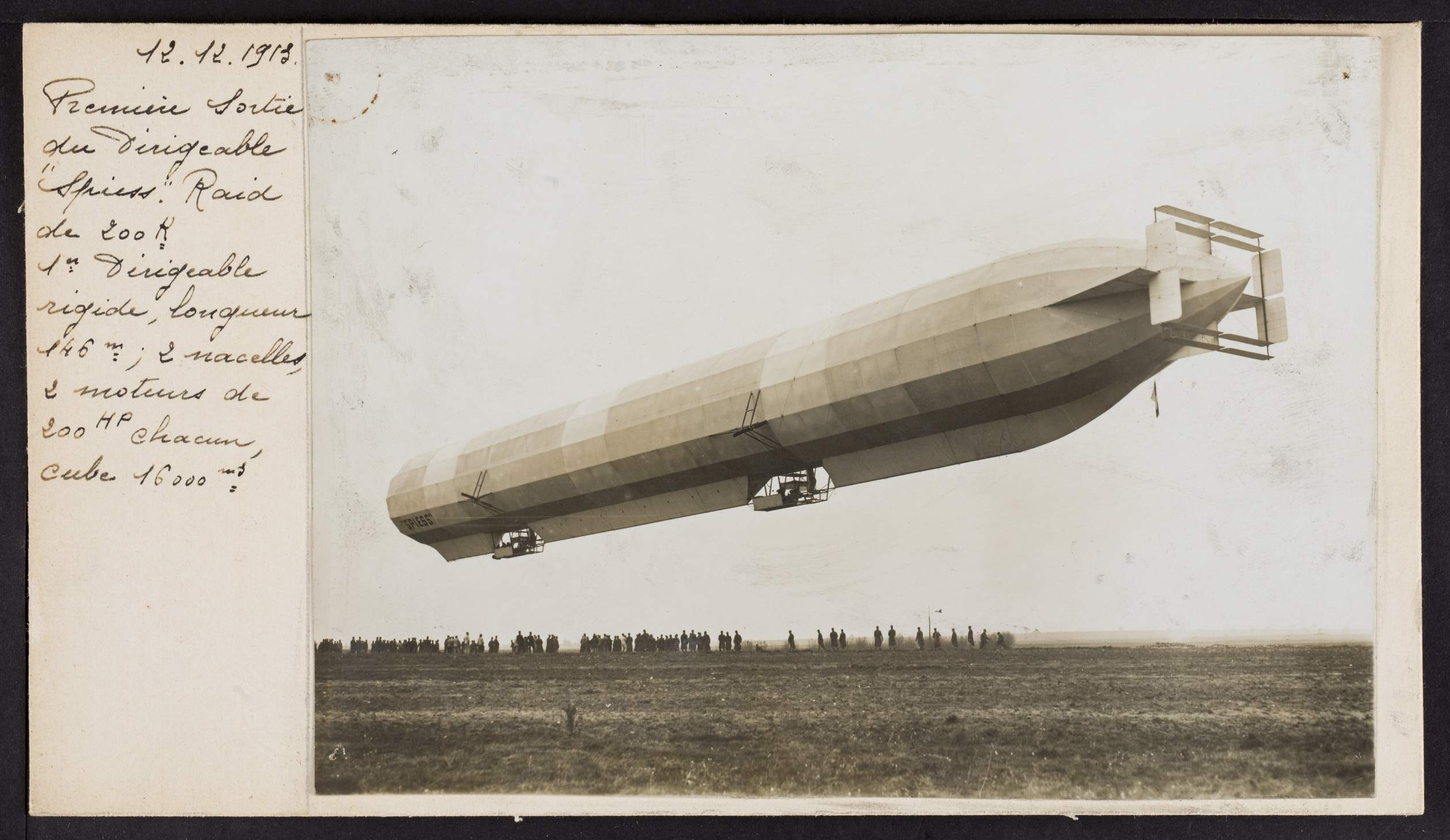
Luftschiff Spiess

Für seinen Einsatz im Deutsch-Französischen Krieg wurde ihm die Medaille Militaire verliehen. Weiterhin wurde er für seine Erfindung zum Ritter der Ehrenlegion ernannt.
Er ist zusammen mit anderen Familienmitgliedern auf dem Cimetière du Père-Lachaise in Paris bestattet.